# Закопытье (Добрушский район)
Закопытье (бел. Закапы́цце) — упразднённый посёлок, входящий в Кормянский сельсовет Добрушского района Гомельской области Беларуси.

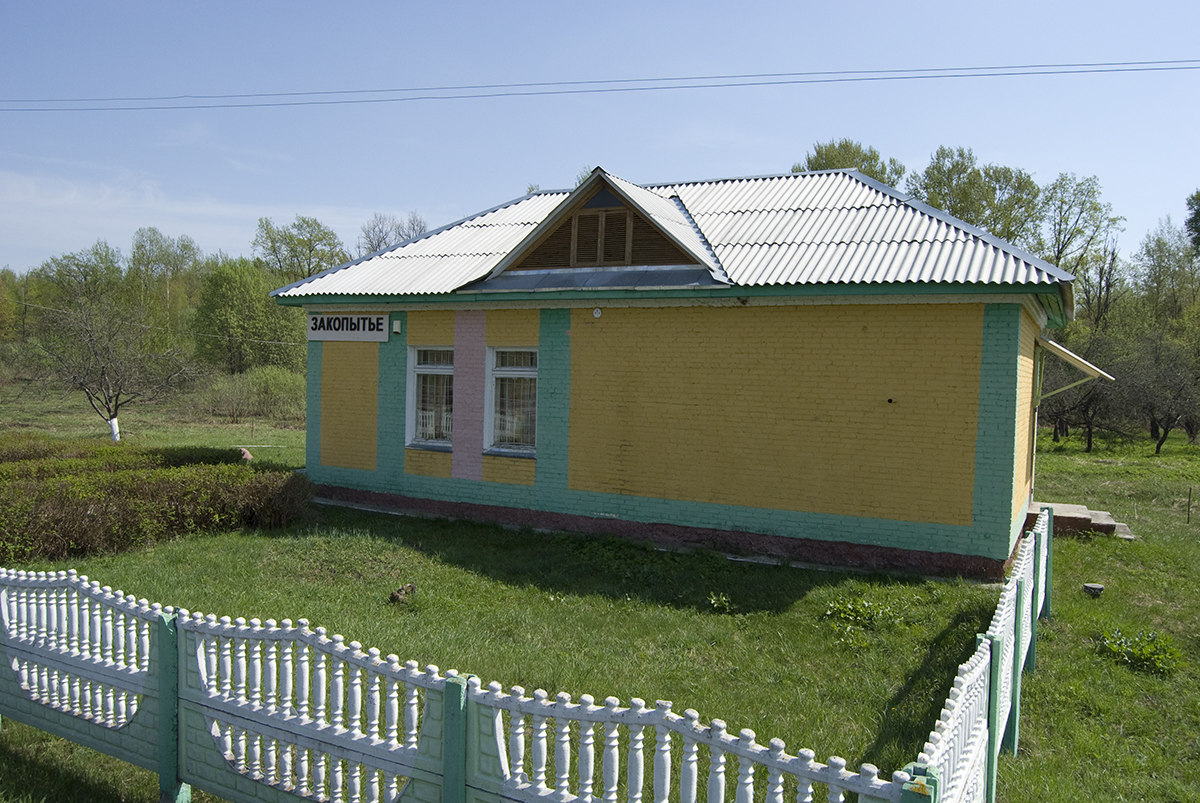
Станция Закопытье

В 12 км на восток от Добруша, в 37 км от Гомеля, расположена железнодорожная станция.

## Транспортная система
Транспортная связь по просёлочной дороге, а потом автодороге Дубецкое — Добруш. Жители посёлка выселены, жилых домов нет (1992 год). Застройка деревянными домами.

## Водная система
На юге мелиоративные каналы связанные с рекой Хоропуть (приток реки Ипуть).

## Экология и природа
Вокруг посёлка лес.
В результате катастрофы на Чернобыльской АЭС и радиационным загрязнением жители переселены в 1990—1992 годах в чистые места.

## История
Основан во 2-й половине XIX века переселенцами с соседних деревень. После ввода в действие железнодорожной линии Унеча — Гомель в августе 1887 года начал работу железнодорожный разъезд, после станция. Работало почтовое отделение. В 1926 году неподалёку находилась лесная сторожка с 4 дворами и 17 жителями.
Во время Великой Отечественной войны в сентябре 1943 года оккупанты полностью сожгли посёлок. Освобождён 28 сентября 1943 года.
В 1959 году посёлок находился в составе колхоза «Оборона» с центром в деревне Корма.
В 2008 году посёлок Закопытье упразднён.

## Население

### Численность
- 1992 год — жители деревни переселены

### Динамика
- 1926 год — 8 дворов, 38 жителей
- 1959 год — 201 житель (согласно переписи)
- 1992 год — жители деревни переселены